# ابر میان‌ستاره‌ای

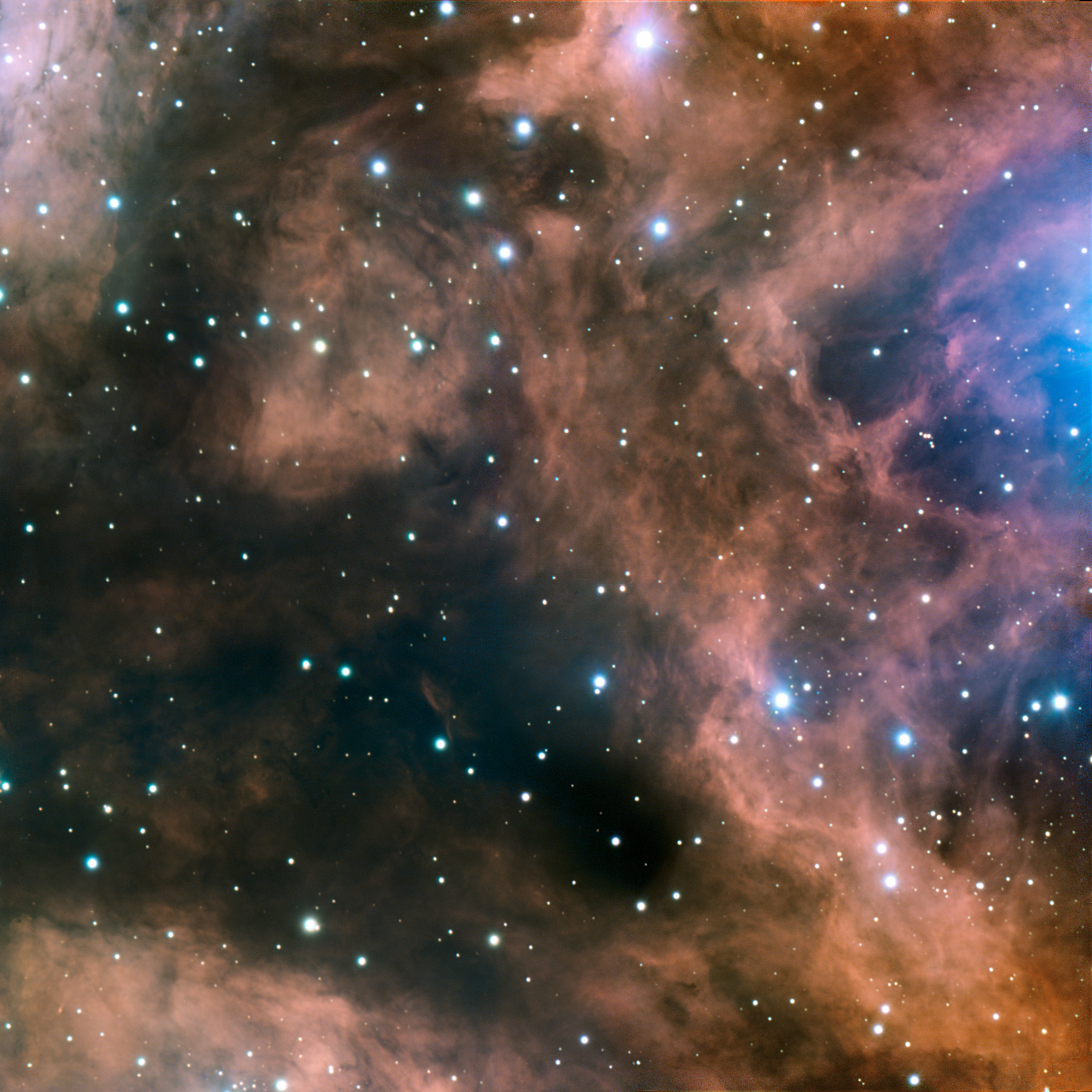
تصویری از ابر میان ستاره ای

ابر میان‌ستاره‌ای به توده‌ای از گاز، غبار و پلاسما را در کهکشان‌ها گفته می‌شود. به دیگر سخن، ابر میان‌ستاره‌ای یک ناحیهٔ چگال‌تر از محیط میان‌ستاره‌ای (interstellar medium) است. بسته به چگالی، اندازه و دمای ابر، هیدروژن درون آن می‌تواند خنثی، یونیده یا مولکولی باشد.